# Orientalis Ecclesiae
Orientalis Ecclesiae è la sesta enciclica pubblicata da papa Pio XII il 9 aprile 1944.

## Contenuto
- San Cirillo di Alessandria: il pastore, il teologo, il difensore della vera dottrina e dell'integrità della fede contro le eresie del suo tempo
- Sempre animato da grande carità e da spirito di riconciliazione
- Forte attaccamento alla sede apostolica di Roma come suprema autorità
- Presiedette a nome del papa il concilio di Efeso
- Cercò pace e concordia con i vescovi antiocheni dissidenti
- Invito a lavorare per l'unità dei cristiani, sull'esempio di s. Cirillo e col suo patrocinio, per una "unità dei cristiani".